# Trastorno explosivo intermitente
El trastorno explosivo intermitente (abreviado TEI) es un trastorno del comportamiento caracterizado por expresiones extremas de enfado, a menudo hasta el punto de enojo incontrolable que son desproporcionadas respecto a las circunstancias en que se producen. Actualmente, dentro del Manual diagnóstico y estadístico de los trastornos mentales (DSM-V) se categoriza dentro de los trastornos del control de impulsos, junto a la cleptomanía (robo de objetos llamativos para la persona afectada), la piromanía (provocación de incendios), la tricotilomania (descontrol en comerse y arrancarse el cabello) y al juego patológico antes conocido como ludopatía, entre otros.
La agresión impulsiva no es premeditada, y se define como una reacción desproporcionada ante cualquier provocación, real o percibida como tal. Algunos pacientes han referido experimentar cambios afectivos justo antes del estallido de ira (estrés, cambios de humor, etc.).
Un estudio del año 2006 sugiere que este trastorno tiene una prevalencia considerablemente mayor de lo que se creía. En un estudio realizado sobre una muestra de 10 000 individuos de 18 años o más, un 7,3% de los sujetos refirieron haber sufrido un episodio durante su vida, y un 3,9% dijeron haberlo experimentado en los últimos doce meses.
En un estudio realizado en el año 2005 en el estado norteamericano de Rhode Island se halló una prevalencia del 6,3% (+/- 0.7%) para la experimentación de un episodio de TEI a lo largo de la vida entre 1.300 pacientes que se hallaban bajo evaluación psiquiátrica. La prevalencia es mayor entre hombres que entre mujeres. Es característico de los países asiáticos y su edad de inicio más habitual era en el DSM IV TR el final de la adolescencia tardía (18 años aproximadamente) hasta la tercera década de la vida, esto ha cambiado en el DSM V donde lo establecen en la infancia sobre los 6. El trastorno no es fácilmente caracterizable, y a menudo existe comorbilidad con otros trastornos del estado de ánimo, principalmente con el trastorno bipolar. Los pacientes diagnosticados con TEI suelen informar de que sus episodios de ira fueron breves (con una duración inferior a una hora), con una variedad de síntomas corporales (sudor, opresión en el pecho, contracciones, palpitaciones) experimentadas por una tercera parte de la muestra. Los actos violentos estaban frecuentemente acompañados de una sensación de liberación, y en algunos casos, de placer, pero seguidas de remordimientos una vez concluido el episodio.

## Diagnóstico
Los criterios del DSM-V para el TEI incluyen: 
1. Arrebatos recurrentes en la conducta que reflejan una falta de control de los impulsos de agresividad, manifestada por una de las siguientes:
  1. Agresión verbal (por ejemplo gritos, insultos, berrinches, diatribas, disputas verbales o peleas) o agresión física contra la propiedad, los animales u otros individuos, en promedio dos veces por semana, durante un periodo de tres meses. La agresión física no provoca daños ni destrucción de la propiedad, ni provoca lesiones físicas a los animales ni a otros individuos.
  2. Tres arrebatos en el comportamiento que provoquen daños o destrucción de la propiedad o agresión física con lesiones a animales u otros individuos, sucedidas en los últimos doce meses.
2. La ocurrencia de episodios aislados de fracaso al resistir los impulsos agresivos, y que tienen como consecuencia asaltos violentos o destrucción de la propiedad;
3. El grado de agresividad expresada durante un episodio es desproporcionada con relación a la provocación sufrida o al estresor psicosocial precipitante, y,
4. Los arrebatos agresivos recurrentes no son premeditados (es decir, son impulsivos o provocados por la ira) ni persiguen ningún objetivo tangible (p. ej., dinero, poder, intimidación).
5. Los arrebatos agresivos recurrentes provocan en la persona un marcado malestar, alteran su rendimiento laboral o sus relaciones interpersonales, tienen consecuencias económicas o legales.
6. El individuo tiene una edad cronológica de seis años aproximadamente (o un grado de desarrollo equivalente).
7. Los arrebatos agresivos recurrentes no se explican mejor por otro trastorno mental (por ejemplo, trastorno depresivo mayor, trastorno bipolar, trastorno de desregulación perturbador del estado de ánimo, trastorno psicótico, trastorno de la personalidad antisocial, trastorno de personalidad límite), ni se pueden atribuir a otra afección médica (por ejemplo, traumatismo craneoencefálico, enfermedad de Alzheimer) ni a los efectos fisiológicos de alguna sustancia (por ejemplo, alguna tipo de medicación, drogadicción). En los niños de edades comprendidas entre 6 y 18 años, a un comportamiento agresivo que forme parte de un trastorno de adaptación no se le debe asignar este diagnóstico.

Ha de considerarse que no aparece tampoco en el transcurso de un delirium o como parte de una demencia y debe distinguirse del comportamiento agresivo que puede aparecer en el trastorno negativista desafiante (TND), trastorno disocial  o en un episodio maniaco o en la esquizofrenia.
La evaluación básica para los trastornos de control de impulsos como el TEI, debe incluir al menos instrumentos para:
- - El diagnóstico y la delimitación de las conductas problema.
  - La conceptualización y planificación de la intervención.
  - La evaluación, el seguimiento y resultados de la intervención.

## Tratamiento
La planificación del tratamiento terapéutico requiere previamente de una adecuada conceptualización del caso. La naturaleza multicausal de estos trastornos confiere una enorme complejidad en la intervención.El tratamiento puede conllevar una mezcla de terapia cognitivo-conductual y tratamiento farmacológico. La terapia puede ayudar al paciente a reconocer los impulsos para facilitar la adquisición de un mayor nivel de conciencia y control de los accesos de ira, así como a tratar el estrés emocional que acompaña estos episodios. Existen diversos tratamientos farmacológicos indicados para este tipo de pacientes. Los antidepresivos tricíclicos y los inhibidores selectivos de la recaptación de serotonina (ISRS) como la fluoxetina, la fluvoxamina y la sertralina parecen aliviar algunos de los síntomas psicopatológicos. Los estabilizadores de ánimo gabaérgicos y las drogas anticonvulsivas como la gabapentina, el litio y la carbamazepina parecen ayudar a controlar la aparición de los accesos de ira. Los ansiolíticos ayudan a aliviar la tensión y pueden favorecer la reducción de los ataques de ira mediante el incremento de la tolerancia a los estímulos que los provocan, y están especialmente indicados en pacientes que también sufren de un trastorno obsesivo-compulsivo, u otros trastornos de ansiedad.
La conducta impulsiva, y especialmente la predisposición impulsiva a la violencia, se ha correlacionado con bajo índice de niveles cerebrales de serotonina, según indica la baja concentración de ácido 5-hidroxindolacético en el fluido cerebroespinal. Este sustrato parece actuar sobre el núcleo supraquiasmático del hipotálamo, que es el centro al que llega la serotonina desde los núcleos del rafe dorsal y medio, desempeñando un papel en el mantenimiento de los ritmos circadianos y en la regulación de la glucemia. Se ha propuesto que la baja concentración de ácido 5-hidroxindolacético podría tener un componente hereditario. Otros rasgos que correlacionan con el TEI son un tono vagal bajo y un incremento en la secreción de insulina. 
Se ha sugerido una explicación al TEI como un polimorfismo del gen para el triptófano hidroxilasa, que produce un precursor químico de la serotonina. Este genotipo se encuentra más comúnmente en individuos con comportamientos impulsivos.
El TEI también puede estar asociado a lesiones en el córtex prefrontal, incluyendo la amígdala, aumentando la incidencia de comportamientos impulsivos y agresivos, así como la incapacidad de predecir el propio comportamiento. Las lesiones en estas áreas también se han asociado a un control inapropiado de la glucemia, lo que conduce a una disminución de la función cerebral en estas áreas, que están relacionadas con la planificación y la toma de decisiones.